# Coffi Codjia
Coffi Codjia, född 9 december 1967 är en fotbollsdomare från Benin, som bland annat dömt i fotbolls-VM 2002 och 2006.
Matcher i VM 2002 som huvuddomare:
- Turkiet - Costa Rica (gruppspel)

Matcher i VM 2006 som huvuddomare:
- Ecuador - Costa Rica (gruppspel)
- Saudiarabien - Spanien (gruppspel)